# Jean-Pierre Berckmans
Pour les articles homonymes, voir Berckmans.
Jean-Pierre Berckmans est un réalisateur belge né en 1945 à Bruxelles. 

## Biographie
Diplômé de l'INSAS en réalisation, c'est un proche de Jean-Marie Degèsves. Jean-Pierre Berckmans commence sa carrière en assistant Christian Mesnil sur le long métrage Psychédélissimo (1968), titré Amours délicieuses en France et Rhythm of Love au Royaume-Uni.

## Carrière
En 1972, Jean-Pierre Berckmans réalise La Longue Marche de Jean-Luc Godard.
Dans l'euphorie des années de la libération sexuelle, il réalise des comédies dramatiques érotiques, proche du cinéma de sexploitation, mais avec des acteurs renommés, comme Isabelle devant le désir (1975) tourné à Blankenberghe avec Jean Rochefort, Mathieu Carrière et Annie Cordy.
En 1976-1977, Jean-Pierre Berckmans co-réalise avec Patrick Roegiers pour la RTBF Le crayon entre les dents, série de six films de 52 minutes consacrés aux dessinateurs Fernando Puig Rosado, Jean-Pierre Desclozeaux, Jean-Marc Reiser, Jean-Jacques Sempé, José Guadalupe Posada et Siné. Il se reconvertit ensuite dans la publicité et la réalisation prolifique de clips musicaux, notamment pour celui de la chanson Mon dieu que j'l'aime, récompensé au MIDEM en 1985 par le prix de la meilleure réalisation européenne. En raison de ces expériences, il travaille en 1985 comme directeur artistique sur Fumeurs de charme, court-métrage de Frédéric Sojcher.
En 1986, Jean-Pierre Berckmans réalise les scènes bruxelloises d'un ripoff (copie à modeste budget) des deux premiers Indiana Jones et du diptyque À la poursuite du diamant vert / Le Diamant du Nil : Les Roses de Matmata tourné principalement dans des paysages désertiques tunisiens avec la modèle montréalaise Dayle Haddon et Jean-Luc Bideau, surtout connu pour avoir joué dans les films de la nouvelle vague suisse d'Alain Tanner ou Claude Goretta.